# Mug Nuadat
Nella storia tradizionale di'Irlanda Mug Nuadat (o Mogha Nuadhad = "schiavo di Nuada"), a cui fu dato anche il nome di Éogan Mór (Eoghan il Grande), fu re del Munster nel II secolo. Fu rivale del sovrano supremo d'Irlanda Conn delle cento battaglie e per un certo periodo dopo l'anno 123 regnò de facto nella metà meridionale dell'Irlanda (l'area a sud della linea che andava dalla baia di Galway e Dublino, conosciuta come  Leth Moga (cioè "metà di Mug"), mentre il nord era noto come Leth Cuinn ("metà di Conn").
Conn invase alla fine la Leth Moga e scacciò Mug dall'Irlanda, che si rifugiò in Spagna, da cui tornò con un esercito con cui sconfisse uccise in battaglia Conn a Mag Léna (Kilbride, nella contea di Offaly), sebbene alcune versioni dicono che Conn sia stato ucciso a tradimento nel suo letto.
Era padre di Ailill Ollamh. Suo nipote, anche lui chiamato Éogan Mór, combatté a fianco del figlio di Conn, Art, nella battaglia di Maigh Mucruimhe e avrebbe creato la dinastia degli Eóganachta.